# Hilandar-Blätter

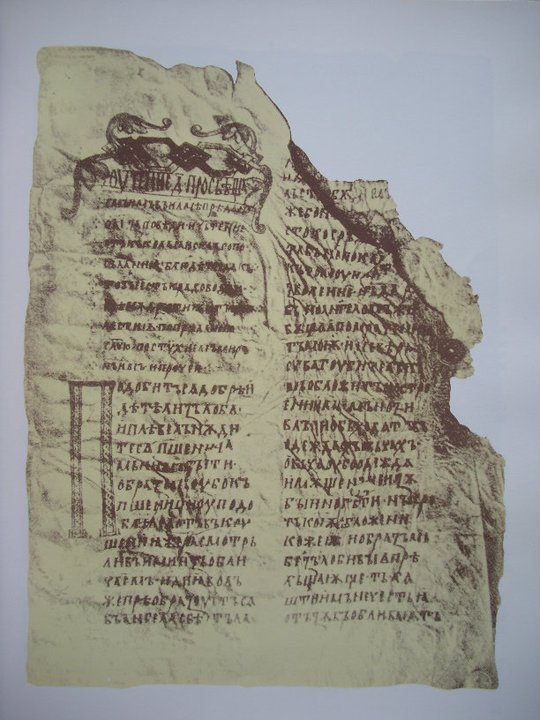

Die Hilandar-Blätter sind zwei Blätter einer Pergamenthandschrift in kirchenslawischer Sprache in kyrillischer Schrift aus dem späten 10. oder 11. Jahrhundert. Sie enthalten eine Übersetzung eines Textes des byzantinischen Theologen Kyrill von Jerusalem.
Die Blätter wurden 1844 vom russischen Gelehrten Wiktor Iwanowitsch Grigorowitsch im Kloster Hilandar auf dem Athos gefunden. Heute befinden sie sich in der Nationalen Wissenschaftlichen Bibliothek in Odessa,Signatur Р I 533.